# Flash – Der Rote Blitz
Flash – Der Rote Blitz (Originaltitel: The Flash) ist eine US-amerikanische Fernsehserie nach den Vorlagen der DC-Comic-Hefte. Es handelt von Barry Allen, der zweiten Inkarnation des Superhelden Roter Blitz, der durch einen Labor-Unfall zum schnellsten Menschen der Welt wird.

## Handlung
Barry Allen ist ein junger Polizeichemiker, der eines Abends im Polizeilabor arbeitet, als ihn ein ins Labor einschlagender Blitz trifft. Er stürzt gegen ein Regal mit Reagenzgläsern und wird von Chemikalien überschüttet, die sich auf ihn auswirken und er in ein Krankenhaus eingeliefert wird. Nach der Genesung, stellt er fest, dass er Superkräfte hat. Durch den Unfall wird er zum schnellsten Menschen der Welt – er ist so schnell, dass er mit bloßem Auge nicht mehr gesehen werden kann. Eine der wenigen Personen, die sein Geheimnis kennen, ist die Wissenschaftlerin Christina „Tina“ McGee. Zusammen versuchen sie, diesen Zustand zu beenden, doch mit der Zeit müssen sie sich eingestehen, dass es unmöglich ist. Da sein Bruder durch eine Motorradgang getötet wird, nimmt Barry als rotgekleideter „Flash, der Rote Blitz“ den Kampf gegen das Verbrechen auf und befreit die Stadt zunächst von den marodierenden Rockern. Er kämpft dann unter anderem gegen die aus der Comic-Serie bekannten Gegner Captain Cold, Mirror Master und Trickster.

## Besetzung und Synchronisation
Die deutsche Synchronisation entstand bei FFS Film- & Fernseh-Synchron in München bei Dialogbüchern und unter der Dialogregie von Hartmut Neugebauer.
| Schauspieler      | Rolle                          | Synchronsprecher                                     |
| ----------------- | ------------------------------ | ---------------------------------------------------- |
| John Wesley Shipp | Barry Allen (Der Rote Blitz)   | Ekkehardt Belle                                      |
| Amanda Pays       | Christina „Tina“ McGee         | Christina Hoeltel                                    |
| Paula Marshall    | Iris West                      |                                                      |
| Alex Désert       | Julio Mendez                   | Philipp Brammer                                      |
| Biff Manard       | Officer Michael Francis Murphy | Thomas Rau                                           |
| Vito D’Ambrosio   | Officer Tony Bellows           | Willy Schäfer                                        |
| Mike Genovese     | Lieutenant Warren Garfield     | Dirk Galuba (bis Ep. 9) Jochen Striebeck (ab Ep. 10) |
| Richard Belzer    | Joe Kline                      | Peter Bertram (Ep. 1) Reinhard Brock (ab Ep. 3)      |
| Dick Miller       | Fosnight                       | Fred Klaus                                           |
| Michael Nader     |                                |                                                      |

## Episodenliste
| Nr. | Deutscher Titel                | Originaltitel            | Erstausstrahlung USA | Deutschsprachige Erstausstrahlung (RTL)      | Regie              | Drehbuch                                                                             |
| --- | ------------------------------ | ------------------------ | -------------------- | -------------------------------------------- | ------------------ | ------------------------------------------------------------------------------------ |
| 1   | Der schnellste Mann der Welt   | Pilot                    | 20. Sep. 1990        | 3. Jan. 1993 (Teil 1) 10. Jan. 1993 (Teil 2) | Robert Iscove      | Danny Bilson & Paul De Meo                                                           |
| 2   | Der Genforscher                | Out of Control           | 27. Sep. 1990        | 17. Jan. 1993                                | Mario Azzopardi    | Gail Morgan Hickman                                                                  |
| 3   | Das Hafenviertel brennt        | Watching the Detectives  | 18. Okt. 1990        | 24. Jan. 1993                                | Gus Trikonis       | Howard Chaykin & John Francis Moore                                                  |
| 4   | Ehre unter Dieben              | Honor Among Thieves      | 25. Okt. 1990        | 31. Jan. 1993                                | Aaron Lipstadt     | Milo Bachmann, Danny Bilson & Paul De Meo; Idee: Howard Chaykin & John Francis Moore |
| 5   | Der programmierte Doppelgänger | Double Vision            | 1. Nov. 1990         | 7. Feb. 1993                                 | Gus Trikonis       | Jim Trombetta                                                                        |
| 6   | Die Sünden des Vaters          | Sins of the Father       | 8. Nov. 1990         | 14. Feb. 1993                                | Jonathan Sanger    | Steve Hattman                                                                        |
| 7   | Trügerisches Paradies          | Child’s Play             | 15. Nov. 1990        | 21. Feb. 1993                                | Danny Bilson       | Howard Chaykin & John Francis Moore; Idee: Steve Hattman & Gail Morgan Hickman       |
| 8   | Der Todesengel                 | Shroud of Death          | 29. Nov. 1990        | 28. Feb. 1993                                | Mario Azzopardi    | Michael Reaves; Idee: Howard Chaykin & John Francis Moore                            |
| 9   | Geist in der Maschine          | Ghost in the Machine     | 13. Dez. 1990        | 7. März 1993                                 | Bruce Bilson       | John Francis Moore & Howard Chaykin                                                  |
| 10  | Der unsichtbare Tod            | Sight Unseen             | 10. Jan. 1991        | 14. März 1993                                | Christopher Leitch | John Vorhaus; Idee: Gail Morgan Hickman                                              |
| 11  | Der letzte Blues               | Beat the Clock           | 31. Jan. 1991        | 21. März 1993                                | Mario Azzopardi    | Jim Trombetta                                                                        |
| 12  | Die Schöne und der Zauberer    | The Trickster            | 7. Feb. 1991         | 4. Apr. 1993                                 | Danny Bilson       | Howard Chaykin & John Francis Moore                                                  |
| 13  | Vertauschte Alpträume          | Tina, Is That You?       | 14. Feb. 1991        | 18. Apr. 1993                                | William A. Fraker  | David L. Newman; Idee: Chad Hayes, Carey Hayes & David L. Newman                     |
| 14  | Baby in Not                    | Be My Baby               | 21. Feb. 1991        | 25. Apr. 1993                                | Bruce Bilson       | Jule Selbo                                                                           |
| 15  | Ein Mörder kehrt zurück        | Fast Forward             | 27. Feb. 1991        | 2. Mai 1993                                  | Gus Trikonis       | Gail Morgan Hickman                                                                  |
| 16  | Der doppelte Flash             | Deadly Nightshade        | 30. März 1991        | 9. Mai 1993                                  | Bruce Bilson       | John Francis Moore & Howard Chaykin                                                  |
| 17  | Wenn der Eismann kommt         | Captain Cold             | 6. Apr. 1991         | 16. Mai 1993                                 | Gilbert M. Shilton | Gail Morgan Hickman; Idee: Paul De Meo & Gail Morgan Hickman                         |
| 18  | Kampf der Giganten             | Twin Streaks             | 13. Apr. 1991        | 23. Mai 1993                                 | James A. Contner   | Steve Hattman                                                                        |
| 19  | Tanz der Hologramme            | Done with Mirrors        | 27. Apr. 1991        | 6. Juni 1993                                 | Danny Bilson       | Howard Chaykin & John Francis Moore                                                  |
| 20  | Das elektronische Gewissen     | Good Night, Central City | 4. Mai 1991          | 13. Juni 1993                                | Mario Azzopardi    | Jim Trombetta                                                                        |
| 21  | Frequenz des Todes             | Alpha                    | 11. Mai 1991         | 20. Juni 1993                                | Bruce Bilson       | Gail Morgan Hickman; Idee: Gail Morgan Hickman & Denise Skinner                      |
| 22  | Teuflisches Narrenspiel        | Trial of the Trickster   | 18. Mai 1991         | 27. Juni 1993                                | Danny Bilson       | Howard Chaykin & John Francis Moore                                                  |

## Hintergründe
John Wesley Shipp spielte gemeinsam mit Jonathan Brandis, der in der Episode #6 Trügerisches Paradies zu sehen war, auch bei Die unendliche Geschichte II – Auf der Suche nach Phantásien mit. Amanda Pays wirkte unter anderem auch bei der Sci-Fi Serie Max Headroom mit. Mark Hamill, der in der Serie den Trickster spielt, stellte auch Luke Skywalker in Star Wars dar. Alle drei Darsteller hatten auch Auftritte in der ab 2014 ausgestrahlten neuen  Fernsehserie, wobei alle drei ihre Rollen aus der alten Serie wiederaufnahmen, während Shipp zusätzlich den Vater der Titelfigur verkörperte.

## DVD
Es existiert eine australische DVD-Box mit Regionalcode 4 für Australien und Südamerika. Sie enthält, neben der spanischen und englischen, eine komplett deutsche Version, mit Sprache in Dolby Digital 2.0 Mono, deutschen Untertiteln und mit deutschen Menüs auf vier doppelseitigen DVDs.